# Груба акула японська
Груба акула японська (Oxynotus japonicus) — акула з роду Груба акула родини Грубі акули.

## Опис
Загальна довжина досягає 64,5 см. Голова сплощена зверху. Морда коротка з великими ніздрями. Очі великі овальної форми. За ними розташовані овальні бризкальця, які менші ніж в інших представників її роду. Рот невеликий з товстими губами. Зуби верхньої щелепи вузькі, прямі, шилоподібні. Зуби нижньої щелепи широкі, загострені, трикутної форми, розташовані щільно. У неї 5 пар коротких зябрових щілин. Тулуб високий, гладкий. Шкіряна луска велика, розставлені широко, які надають акулі грубого вигляду. Грудні плавці мають опуклі передні краї та ввігнуті задні. Має 2 великих спинних плавця трикутної форми, що мають вітрилоподібну форму. Перед кожним з цих плавці присутні товсті на невисокі шипи. Між грудними та черевними плавцями присутні виражені хребці, по 1 з кожного боку. Анальний плавець відсутній. Хвостовий плавець гетероцеркальний.
Забарвлення однорідне, темно-коричневе. В області губ, носових клапанів, внутрішнього краю черевних плавців присутні білі плями.

## Спосіб життя
Тримається на глибині від 150 до 300 м. Це бентофаг, полює на дні. Живиться ракоподібними, морськими черв'яками, дрібною рибою.
Статева зрілість настає при розмірі самця 54 см, самиці — 59 см. Це яйцеживородна акула. Самиця народжує до 10 дитинчат.

## Розповсюдження
Мешкає біля узбережжя о. Хонсю (Японія), в затоці Суруга-бей.